# Zborul 409 al Ethiopian Airlines
Pe data de 25 ianuarie 2010 la ora 2:30, un avion cu 92 de persoane la bord, aparținand companiei etiopiene Ethiopian Airlies s-a prăbușit după 5 minute de la decolarea sa de pe Aeropotul Internațional Rafic Hariri din Beirut, în Marea Mediterană. Aeronava efectua curse regulate între Beirut, Liban și Addis Abeba, Etiopia. Nu sunt date despre eventualii supraviețuitori.